# بقلة زعفرانية
البقلة الزعفرانية (باللاتينية: Portulaca zaffranii) نوع نباتي يتبع جنس البقلة من الفصيلة الرجلية.

## البيئة والانتشار
موطنه بلاد الشام والمغرب العربي وتركيا واليونان وإيطاليا.